# Volker Berresheim
Volker Berresheim (* 27. März 1956 in Siegen) ist ein pensionierter deutscher Diplomat, der 2014 und 2015 Botschafter in Togo war.

## Leben

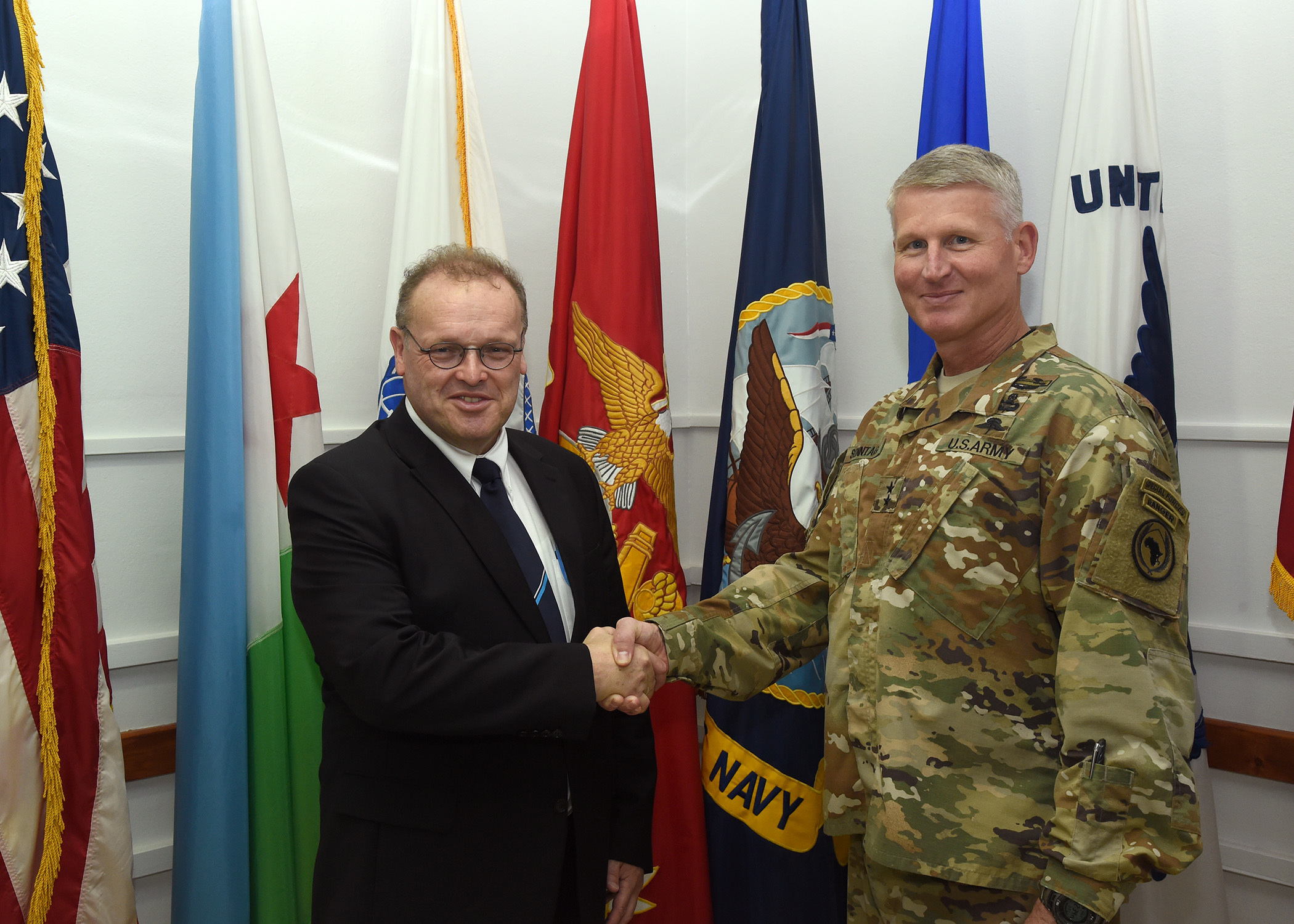
Botschafter Volker Berresheim mit dem US-General Kurt Sontag (2017)

Berresheim begann nach dem Abitur 1974 in Trier ein Studium der Betriebswirtschaftslehre sowie der Volkswirtschaftslehre an der Universität des Saarlandes, das er 1977 als Diplom-Kaufmann abschloss. Kurz darauf machte er sich selbständig und war zwischen 1977 und 1981 Geschäftsführender Gesellschafter eines Start-up-Unternehmens aus der Technologiebranche. Daneben war er auch als Wissenschaftlicher Mitarbeiter sowie Dozent an der Universität des Saarlandes tätig. 1979 schloss er auch sein Studium der Volkswirtschaftslehre als Diplom-Volkswirt ab und beendete 1981 auch ein postgraduales Studium im Fach Europäische Integration.
1981 begann Berresheim den Vorbereitungsdienst für den höheren Auswärtigen Dienst und war nach dessen Abschluss zwischen 1983 und 1985 zunächst als Referent für Indochina im Südostasien-Referat des Auswärtigen Amtes in Bonn tätig, ehe er von 1985 bis 1987 Politischer Referent und Konsul an der Botschaft in Indonesien war. Während dieser Zeit schloss er 1985 an der Universität des Saarlandes auch seine Promotion zum Dr. rer. pol. mit der Dissertation 35 Jahre Indochinapolitik der Bundesrepublik Deutschland ab. Im Anschluss war er zwischen 1987 und 1990 stellvertretender Leiter des Referats für Informationstechnik im Auswärtigen Amt sowie danach von 1990 bis 1992 Geschäftsträger ad Interim an der Botschaft in Benin.
Im Anschluss war Berresheim zwischen 1992 und 1995 als Botschaftsrat in der Politischen Abteilung der Botschaft Paris (Frankreich). 1995 kehrte er wieder in die Zentrale des Auswärtigen Amtes zurück, und zwar zunächst von 1995 bis 1997 als Koordinator des Arbeitsstabes zur Koordinierung der deutschen Politik zur Osterweiterung der Europäischen Union sowie im Anschluss zwischen 1997 und 2000 als stellvertretender Leiter des Arbeitsstabes Reformstaaten in Osteuropa. Danach war er von 2000 bis 2003 Leiter des Wirtschaftsdienstes an der Botschaft in Israel sowie zwischen 2003 und 2007 Leiter des Wirtschaftsdienstes und Europabeauftragter an der Botschaft in Polen, ehe er zwischen 2007 und 2008 an einem Personalaustausch mit der Siemens AG teilnahm.
2008 kehrte Berresheim wieder in die Zentrale des Auswärtigen Amtes zurück und war bis 2014 sowohl Leiter des Referates für Außenwirtschaftsförderung in Ländern und Regionen als auch Leiter des Arbeitsstabes Außenwirtschaftsberatung. 2014 fungierte er für einige Zeit als Geschäftsträger ad Interim an der Botschaft in Eritrea.
Im November 2014 wurde Berresheim als Nachfolger von Joseph Weiß Botschafter der Bundesrepublik Deutschland in Togo. Auf diesem Posten verblieb er bis zu seiner Ablösung durch Christoph Sander im August 2015. 2017 war Berresheim deutscher Botschafter in Dschibuti. Seit 2018 war er als Botschafter für das Thema Religion und Außenpolitik mit Sitz in Berlin tätig. Er trat im Jahr 2022 in den Ruhestand.
Seit 2019 ist Berresheim als Nachfolger von Gernot Erler Vorsitzender des Deutsch-Bulgarischen Forums. Außerdem unterstützt er seit 2025 den Senior Expert Service (SES) in Berlin als Sonderbeauftragter der Geschäftsführung.

## Veröffentlichung
- 35 Jahre Indochinapolitik der Bundesrepublik Deutschland, Dissertation Universität Saarland, Hamburg 1986, ISBN 3-88910-023-6